# Gösta Holmér
Gösta Holmér, właśc. Gustaf Richard Mikael Holmér (ur. 23 września 1891 w Djursdala, zm. 22 kwietnia 1983 w Sztokholmie) – szwedzki lekkoatleta (wieloboista i płotkarz), medalista olimpijski z 1912.

## Kariera
Na igrzyskach olimpijskich w 1912 w Sztokholmie Holmér zajął 4. miejsce w dziesięcioboju lekkoatletycznym oraz 8. miejsce w pięcioboju lekkoatletycznym. Jednak po dyskwalifikacji zwycięzcy obu tych konkurencji Jima Thorpe’a za naruszenie statusu amatorskiego Holmér został przesunięty na 3. miejsce w dziesięcioboju (za swymi rodakami Hugonem Wieslanderem i Charlesem Lombergiem), a w pięcioboju na 7. miejsce. W 1982 przywrócono złote medale Thorpe’owi, jednak utrzymano również dotychczasowy status medalowy zawodnikom, którzy przez 70 lat byli uznawani za medalistów olimpijskich. Holmér na tych igrzyskach startował również w skoku wzwyż, w którym odpadł w eliminacjach.
Wystąpił również na igrzyskach olimpijskich w 1920 w Antwerpii. Zajął 4. miejsce w dziesięcioboju oraz odpadł w eliminacjach biegu na 110 metrów przez płotki.
Był mistrzem Szwecji w pięcioboju w latach 1912, 1913, 1915, 1917 i 1920, w dziesięcioboju w 1913 i 1917-1919 oraz w biegu na 110 metrów przez płotki w 1913.
Później był znanym trenerem lekkoatletycznym Prowadził reprezentację Szwecji na kilku igrzyskach olimpijskich. Był twórcą metody treningowej zwanej fartlek, będącej połączeniem treningu wytrzymałościowego z interwałowym. Beneficjentami tej metody byli m.in. Gunder Hägg i Arne Andersson.
Jego syn Hans Holmér był funkcjonariuszem policji, który prowadził m.in. sprawę zabójstwa Olofa Palmego.